# Epidemiologisches Bulletin
In der Fachzeitschrift Epidemiologisches Bulletin (Abkürzung: Epid Bull) gibt das Robert Koch-Institut offizielle Mitteilungen und wissenschaftliche Arbeiten zu meldepflichtigen Krankheiten heraus.
Nachdem 1994 und 1995 erste „Notausgaben“ herausgegeben wurden, erscheint das Bulletin seit 1996 wöchentlich. Es ist als Open-Access-Zeitschrift online frei zugänglich, die Printabonnements wurden ab 2017 eingestellt. Nach eigenen Angaben von 2017 weist es 500.000 Internetaufrufe im Monat auf.
Das Epid Bull ist an im Gesundheitswesen Tätige gerichtet, so empfiehlt es eine Publikation für Schiffsärzte als Informationsquelle. Auch veröffentlicht das Robert Koch-Institut dort regelmäßig Impfempfehlungen.